# Cophixalus peninsularis
Espèce
Statut de conservation UICN

 DD  : Données insuffisantes
Cophixalus peninsularis est une espèce d'amphibiens de la famille des Microhylidae.

## Répartition
Cette espèce est endémique du Nord-Est du Queensland en Australie. Elle n'est connue que par les deux spécimens prélevés à une trentaine de kilomètres au nord-est de Coen, dans la péninsule du cap York,.

## Étymologie
Son nom d'espèce, du latin peninsŭla, « péninsule », lui a été donné en référence à sa localité type située dans le péninsule du cap York.

## Publication originale
- Zweifel, 1985 : Australian Frogs of the family Microhylidae. Bulletin of the American Museum of Natural History, vol. 182, p. 265-388 (texte intégral).